# Pálffy Tamás (püspök)
Erdődi báró Pálffy Tamás (Pozsony, 1620  – Bécs, 1679. május 6.) 1653-tól csanádi, 1658-tól váci, 1660-tól egri, 1670-től nyitrai püspök, kancellár.

## Élete
Pálffy Tamás nemesi családban született: édesapja, Pálffy Mihály egyike volt az ország legtekintélyesebb nemeseinek. 1633-ban Pozsonyban, majd Nagyszombatban tanult filozófiát. 1641-ben Rómába ment a Collegium Germanico-Hungaricumba, és itt tartotta első szentmiséjét is 1645 júniusában. Még abban az évben visszatért Magyarországra, és december 13-án esztergomi kanonokká nevezték ki. Ebben a minőségében működött egy ideig Lippay György esztergomi primás mellett. 1647-ben honti főesperessé lett, egyúttal elnyerte az Oltárszentség oltárának igazgatóságát. 1649-ben zólyomi főesperes, 1651. május 10-től őrkanonok és báthi apát. 1650-ben rokona Pálffy Pál nádor támogatásával elnyerte Zuanna javadalmát, amiről végül Otto Fridrich Graf von Puchheim laibachi püspök javára lemondott.
1652-ben a király csanádi püspökké tette, illetve 1653. augusztus 10-én a szenttamási prépostság javadalmának birtokába lépett. 1654-ben Rómába utazott, hogy megerősítését a csanádi püspökségre a szentszéknél kieszközölje, amit az év szeptember 25-én el is nyert. Püspökké szenteltetése 1655-ben Trencsénben történt Lippay György által. 1655. augusztus 20-án segédpüspökséget kért, szeptember 16-án pedig azért kereste meg a primást, hogy ajánlja őt a váci püspöki székre. 1657. január 1.-én ismét előléptetéséért folyamodott a primáshoz, arra is hivatkozva, hogy rokonai Veszprém visszavívásánál vérüket ontották. Óhajtása teljesült: 1658. március 22-én megkapta az esztergomi nagyprépostságot és még ezen évben a pozsonyi prépostságot, valamint a váci püspökséget is.
1660-ban az egri püspöki széket foglalta el, 1669. október 5-én kancellár lett, illetve ismét elnyerte a pozsonyi prépostságot (melyről 1660-ban már lemondott), valamint a jászói prépostságot is. 1670-ben a nyitrai püspökségre helyezték át, amelyet közel tíz évig kormányzott. Nagy kegyben állott I. Lipót magyar királynál, aki őt a „tanács angyalának” nevezte. Erős, hazafias, alkotmányos érzületét mutatta az a küzdelem, amelyet az 1678. évi országgyűlésen Hocher Pál osztrák kancellár ellen folytatott. Emellett ékesszóló, tevékeny, buzgó, áldozatkész főpap volt, aki nemcsak a nyitrai székesegyházat látta el gazdagon egyházi ruházatokkal, hanem sokat tett a nevelésügyért is: 1678-ban megvette Rákóczi Erzsébettől Hejce falvát 27.000 forinton a Kisdy-féle papnevelő alapítványának növelésére. Amikor később a Tökölyek ezt lefoglalták, ismét 34.000 forinton visszaváltotta.
Pálffy Tamás 1679 tavaszán hunyt el Bécsben.

## Művei

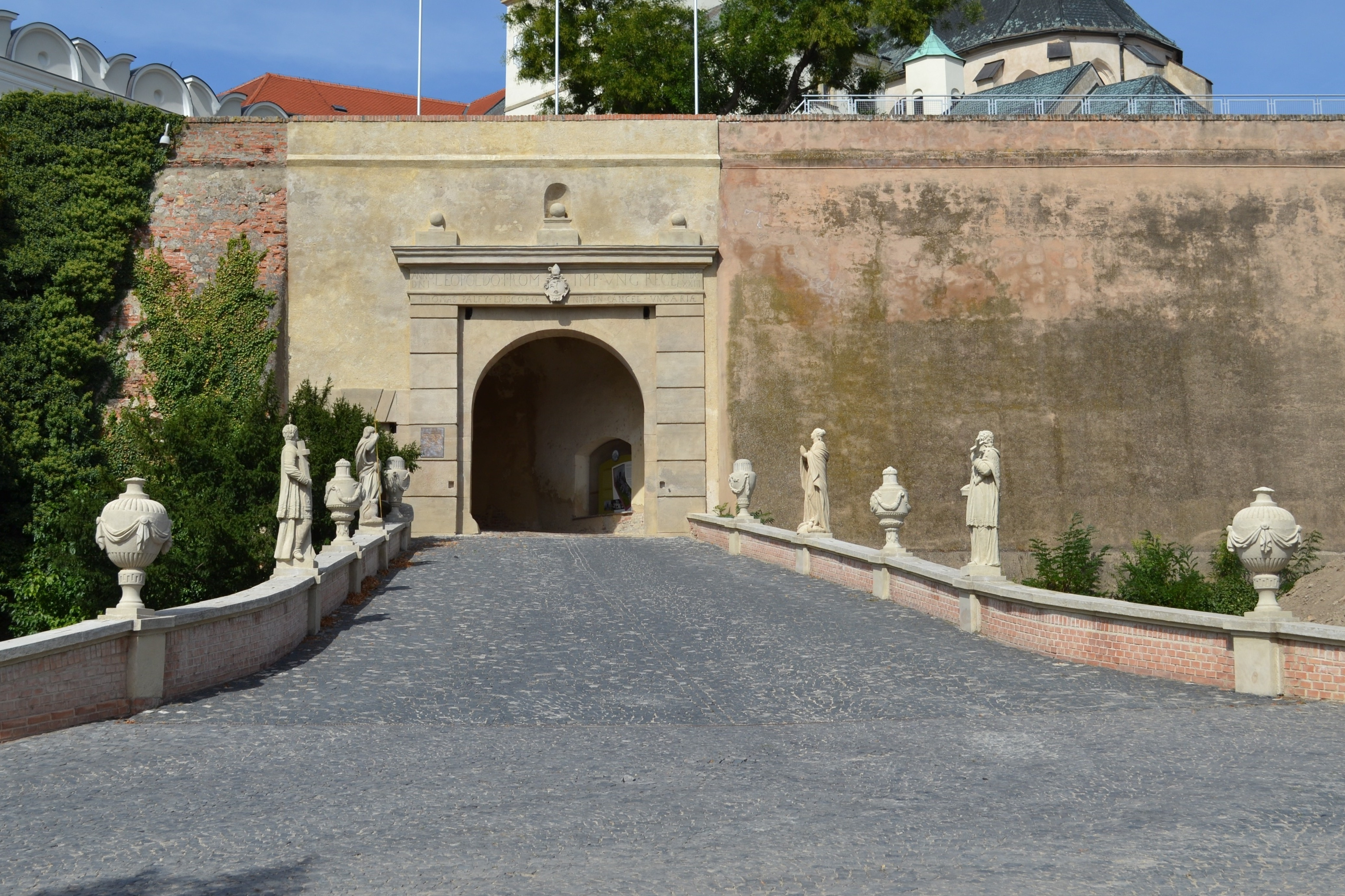
A Nyitrai vár kapuja, Pálffy Tamás címerével
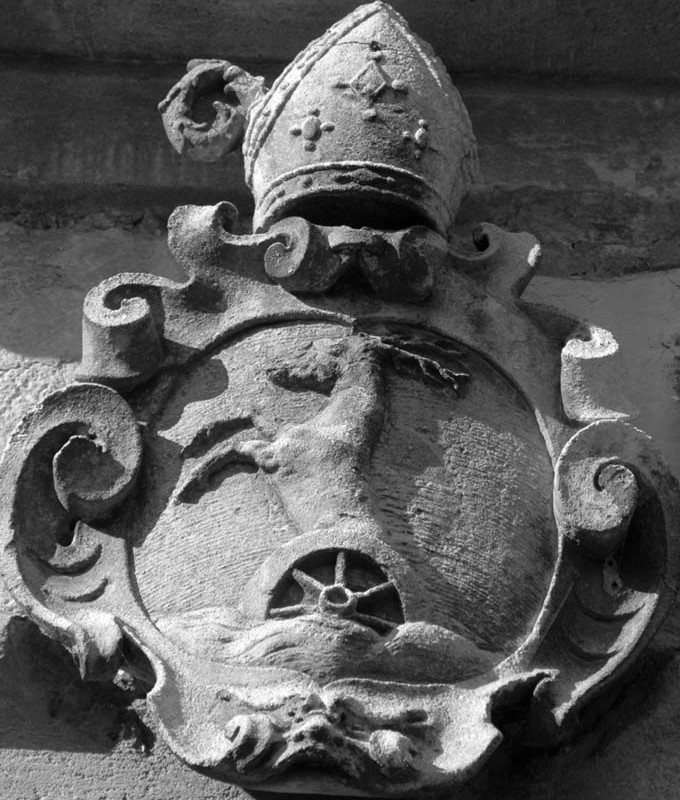
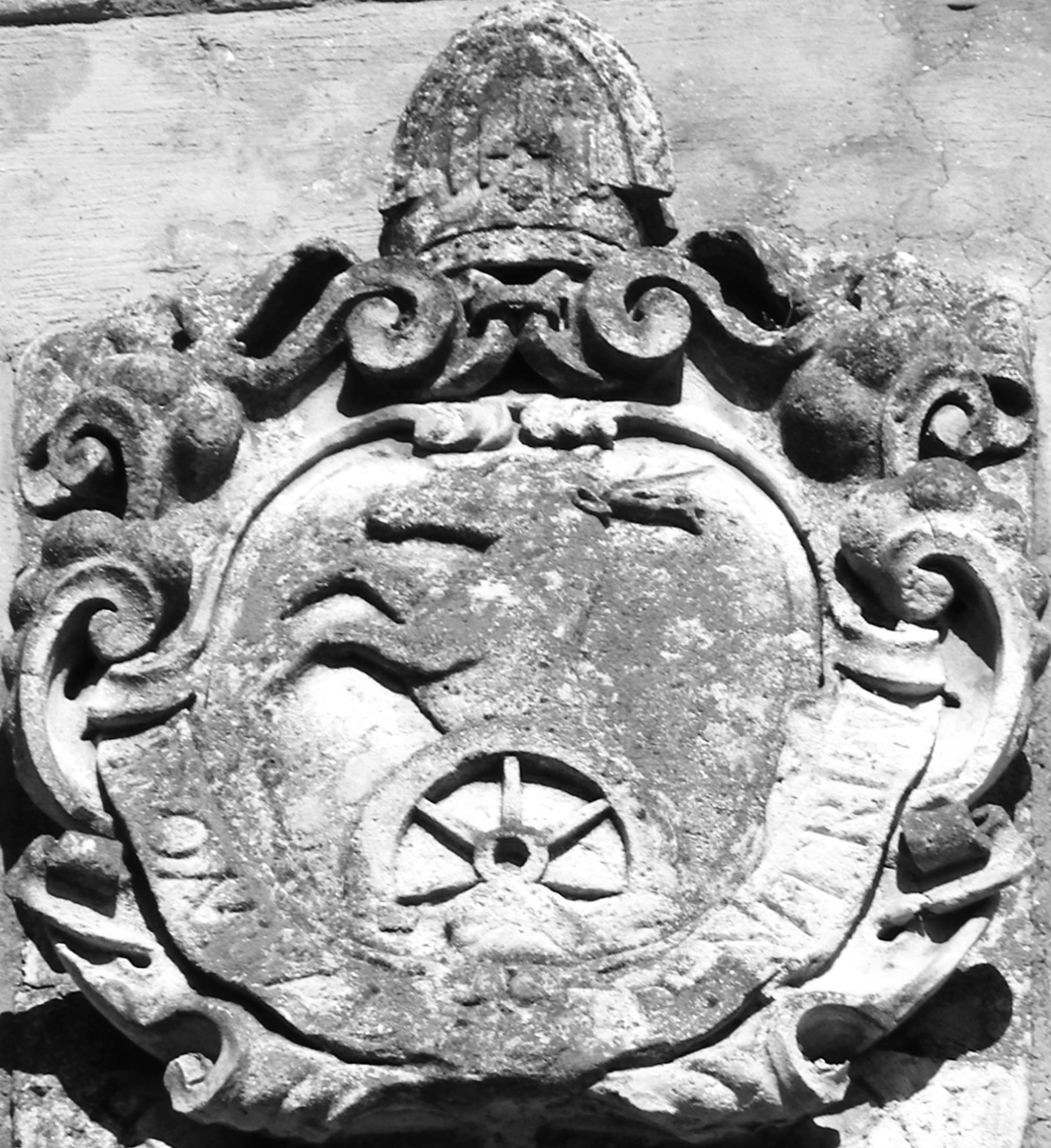
Kazamaták a nyitrai várban
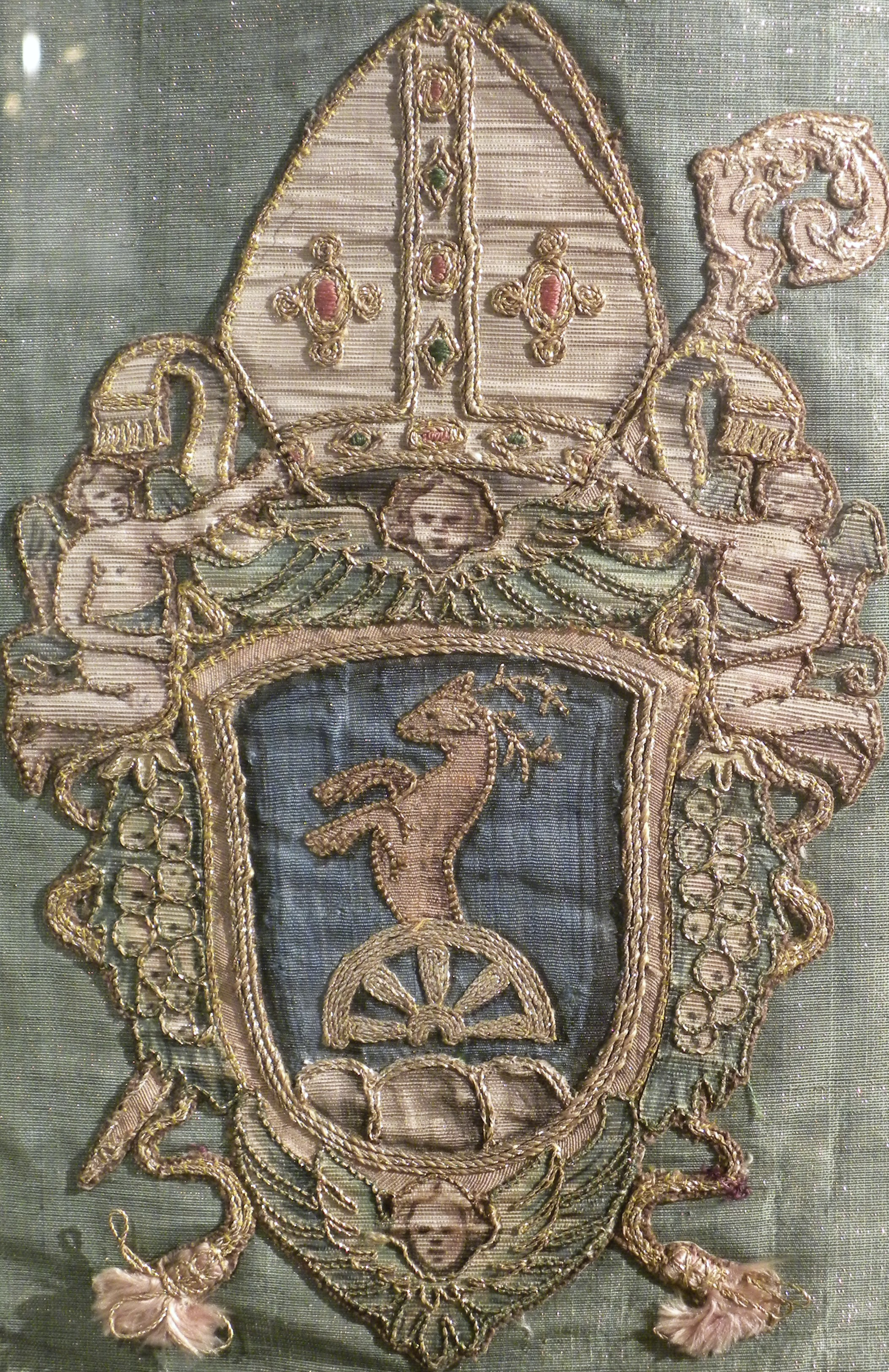
Miseruha a nyitrai egyházi gyűjteményben

Pálffy Tamás több írott művet is hagyott maga után, melyeket Szinnyei József 19. század i híres bibliográfus az alábbiak szerint rendszerezett:
- Foelicitas Mater, Cvm Svorvm, Corona, Et Gratia Filiorvm Defvncta, Siue Oratio Fvnebris In Exeqvijs Illustrissimae Comitissae, Ac Dominae ... Mariae Fvgger ... Qvondam Comitis ... Nicolai Palffy Ab Erdeőd... Delictae Viduae, Item Illustrissimorum Heroum Fratrum, & memoratae Comitissae Filiorum imprimis ... Comitis, ac Domini ... Stephani Pálffy ... Equitis Aurati; Commitatus Posoniensis Supremi Comitis ... & Deinde Illustr. ... Comitis ... Ioannis Pálffy ... comitatus Comaromiensis Supremi Comitis ... Habita Posonij in Capitulari Ecclesia sancti Martini ... Anno M.DC.XLVI. Mense Maio, Die XXIX. Viennae
- Thesaurus Perditus seu Oratio In Exequijs Illustr. Comitis ... Francisci Forgacs de Gimes, Supremi Comitis Comitatus Barsiensis ... habita ... Tyrnaviae In Ecclesia maiori S. Nicolai Die 17. Decembris Anno 1648. Trencsinii
- In Exeqviis Illustr. Comitis ... Ladislai Eszterhazi De Galanta ...Comitatus Soproniensis Supremi Comitis ... Item Spectabilivm ... Dominorvm Francisci Eszterhazi ... Supremi Capitanei ... Thomae Eszterhazi ... Praesidij Levensis Vicecapitanei, &c. Gaspari Eszterhazi ... In praelio contra Turcas ad campum Nagy-Vezekény habito, simul pro Patria, Die 26. Augusti, gloriosè occumbentium. Oratio ... Habita Tyrnaviae, in Ecclesiâ S. Joannis-Baptistae, Die XXVI. Novembris Anno M.DC.LII. Viennae 1653
- Rituale Agriense, seu formula agendorum in administratione Sacramentorum etc. Cassoviae, 1666
- Latin nyelvű levelei (14 db) Lobkovicz Vencel herceghez (herceg Lobkovicz Mór raudniczi levéltárában)